# 门罗 (南达科他州)
门罗（英語：Monroe），是美国南达科他州下属的一座城市。根据2010年美国人口普查，该市有人口159人。论人口在本州排行第196。